# Charles Bedaux
Charles Eugène Bedaux, né le 10 octobre 1886 Charenton-le-Pont et mort le 18 février 1944 à Miami, est un homme d'affaires franco-américain.
Très tôt émigré aux États-Unis, il y met au point une méthode améliorée de l'organisation scientifique du travail taylorienne. La large diffusion de ses méthodes de management lui procure richesse et célébrité. Il revient alors en France et s'installe au château de Candé. C'est cependant un aventurier qui va parcourir le monde avec Fern, sa seconde épouse. Ses fortes sympathies affichées pour le Troisième Reich lui valent d'être arrêté en 1944 en Algérie par les Américains. Transféré dans une prison de Miami, il y meurt, sans doute par suicide, avant l'ouverture de son procès.

## Biographie

### Jeunesse
Charles-Eugène Bedaux naît le 10 octobre 1886 à Charenton-le-Pont d'un père employé aux chemins de fer et d'une mère couturière à domicile. Troisième enfant d'une fratrie qui en compte cinq, il a peu de goût pour les études et se fait renvoyer du lycée en 1905 pour absentéisme et mauvaise conduite, avec comme seul diplôme le certificat d'études primaires. L'année suivante, alors qu'il fréquente des voyous de Montmartre, dont Henri Ledoux, un proxénète qui est tué dans une guerre des gangs, se sentant peut-être menacé, Bedaux s'embarque pour les États-Unis le 14 février 1906, où il exerce, principalement à New York, plusieurs petits métiers. En 1908, il se fait embaucher chez Mallinckrodt Chemical Works (une fabrique de produits chimiques) à Saint-Louis (Missouri). Là, il jette les bases d'une réforme de l'organisation scientifique du travail.

### L’ascension professionnelle
Marié en 1908 à Blanche de Kressier Allen, il devient en 1909 le père de Charles-Émile. Il effectue, par nécessité professionnelle, plusieurs séjours en France, où il met notamment ses qualités d'organisateur du travail au service de De Dietrich en 1913. Au début de la Première Guerre mondiale, il met en place le groupe des Volontaires américains qui combat aux côtés de la Légion étrangère. Il est réformé pour raison de santé dès la fin 1914 ; en outre, il est soupçonné d'espionnage au service des Allemands. Il rentre un peu plus tard aux États-Unis, où il crée la première société Bedaux. Le succès de ses méthodes d'organisation du travail lui permet de créer plusieurs autres sociétés à New York, Chicago et San Francisco. Ses voyages répétés sont à l'origine de multiples aventures extraconjugales et, en 1917, Blanche demande et obtient le divorce.

### L'apogée

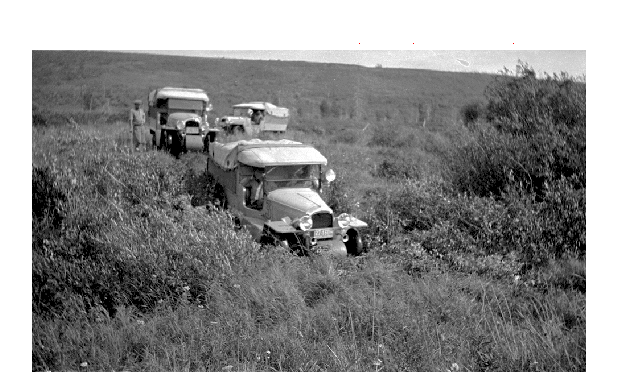
Les véhicules de la Croisière blanche.

En 1917,  il acquiert la nationalité américaine et rencontre Fern Lombard à l'occasion d'une conférence à l'Église de la science chrétienne, dont la jeune femme est une adepte ; il l'épouse le 2 juillet. L'année suivante, Charles Bedaux publie The Bedaux efficiency course for industrial application. Charles Bedaux devient célèbre et reconnu dans les milieux industriels américains, puis, à partir de 1920, il intervient de plus en plus souvent en Europe — Fiat adopte le « système Bedaux » en 1927.
En 1927, Charles Bedaux achète le château de Candé (Monts) à Jean Drake del Castillo, ruiné. Après qu'il a vainement prospecté la Savoie et le Midi de la France, une agence immobilière lui indique cette opportunité en Touraine. Il procède alors au réaménagement complet du château (il y installe notamment un orgue de résidence fabriqué aux États-Unis) et de son parc. Dans les années 1930, Bedaux crée des sociétés en Suède, aux Indes et en Afrique du Sud, tandis que ses principes sont appliqués dans les bassins miniers africains. Son nom est même donné, en France, à une unité non officielle de mesure de l'effort humain (« unité bedaux » ou « bedaux »).
À la même époque, Charles et Fern Bedaux organisent de nombreuses expéditions géographiques auxquelles ils participent presque toujours : traversée de l'Afrique de décembre 1929 à avril 1930, raid en Alaska à bord d'autochenilles Citroën-Kégresse en 1934 — cette Croisière blanche est un semi-échec en raison de conditions climatiques extrêmes, pluie, coulées de boue, tempêtes de neige ; les voyageurs rentrent à cheval et en train, laissant sur place certains des véhicules. D'autres expéditions ont lieu, Chine, Tibet, Japon, Madagascar et Tahiti, de 1929 à 1935. Un documentaire réalisé  par George Ungar et paru en 1995, The Champagne Safari (en), retrace la vie de Charles Bedaux ; il est principalement basé sur des images de la Croisière blanche,.

### L'avant-guerre

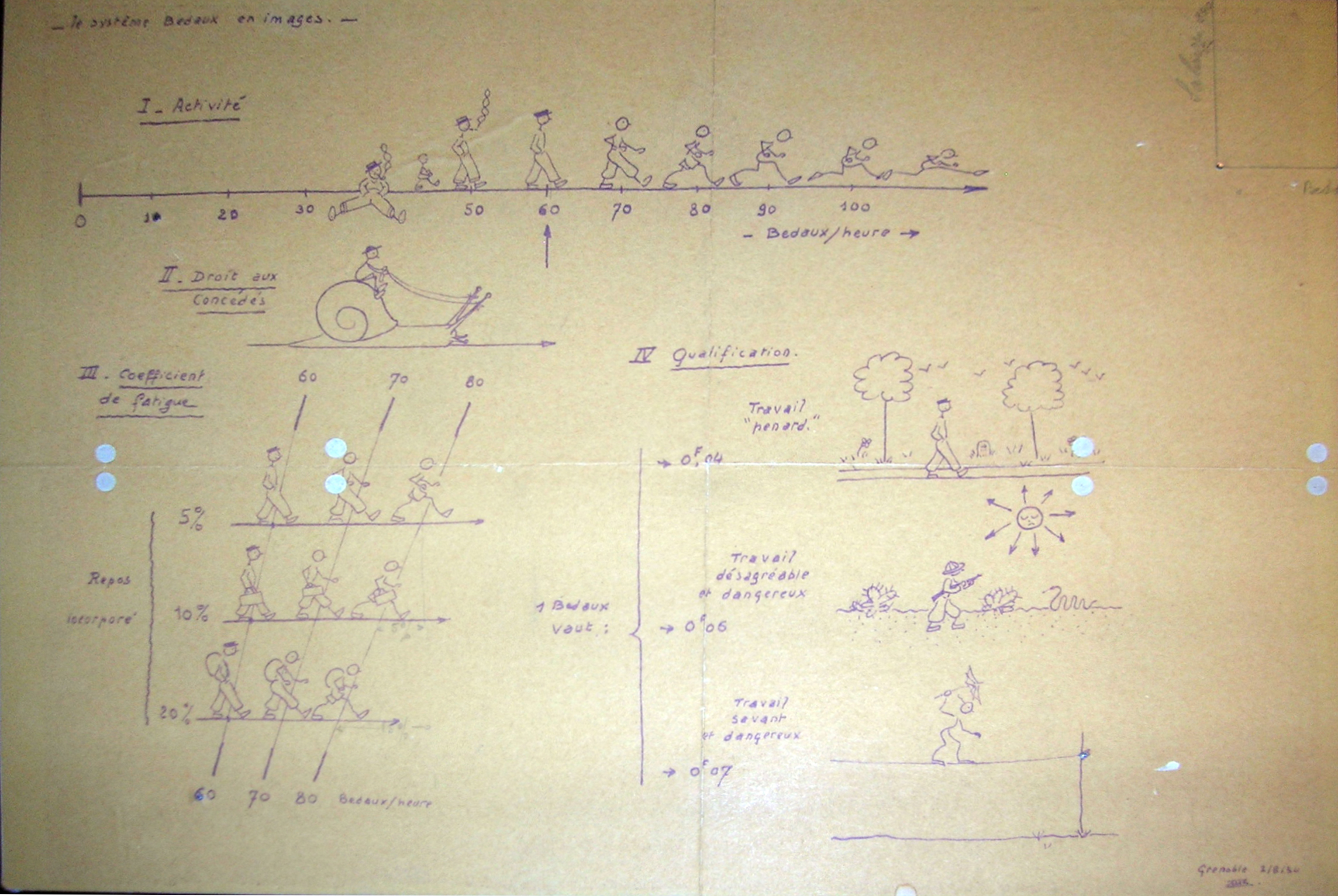
Le système Bedaux en image. Dessin de 1930 exposé au Musée de la viscose, à Échirolles.

En 1934, les bureaux de Charles Bedaux en Allemagne sont saisis par les Nazis, ces derniers considérant le système Bedaux comme contradictoire avec leur attitude à l’égard des ouvriers. Il développe alors des relations avec les dignitaires du Reich afin de les convaincre de la nécessité de sa méthode. En 1937, sa société peut reprendre ses activités, mais il doit se retirer de la direction.
En 1936, il participe en tant que médiateur aux négociations aboutissant aux accords de Matignon.
En 1937, il accueille pour leur mariage, célébré le 3 juin, le duc de Windsor et Wallis Simpson au château de Candé. C'est une amie commune de Fern Bedaux et Wallis Simpson qui en a suggéré l'idée. Dans sa correspondance privée, Wallis Simpson soupçonne d’ailleurs son hôte d'avoir voulu tirer un profit médiatique de l'événement, arrière-pensées qui, selon elle, étaient totalement absentes chez Fern Bedaux. Il organise pour eux un voyage en Allemagne au cours duquel le duc, par son intermédiaire, rencontre Robert Ley, Rudolf Hess, Hermann Göring et Adolf Hitler. Le voyage aux États-Unis qui devait suivre est annulé à la suite du scandale soulevé par le premier, ce qui contraint d'ailleurs Charles Bedaux à céder, sous la pression, sa société américaine à son associé.

### La Seconde Guerre mondiale
Du fait de ses relations, et surtout de son expérience des affaires, il est chargé par le gouvernement de quelques missions au début de 1939, notamment par le ministre de l'Armement Raoul Dautry. Il nourrit très tôt des sympathies pour le nazisme et semble avoir utilisé les liens entre les Windsor et certains dignitaires nazis. Proche d'Otto Abetz, ambassadeur du Reich en France, il cherchait à faire des affaires, faisant preuve de beaucoup d'opportunisme. Il était suffisamment proche du régime nazi pour posséder une maison voisine du Berghof, la résidence d'Hitler à Berchtesgaden dans les Alpes bavaroises.
En septembre 1939, il loue une partie du château de Candé, pour une somme symbolique, à l'ambassade américaine afin qu'elle s'y replie. Il supervise les travaux de reconstruction de Tours, qui avait été bombardée en 1940. En 1942, le château est mis sous séquestre par les Allemands. Sous l’Occupation, il développe des relations d'affaires avec les autorités allemandes et devient conseiller technique du gouvernement de Vichy.
Il est chargé en août 1942 d'une mission par le gouvernement pour étudier l'amélioration de la fabrication d'huile d'arachide en Afrique occidentale et son transport vers la métropole. Il conçoit pour cela la construction d'un oléoduc transsaharien de 3 200 km à travers le Sahara, de Dakar à Oran. En septembre 1942, il est arrêté, puis interné au camp de Compiègne comme citoyen américain, mais il est rapidement relâché sur intervention allemande.
En décembre 1942, il se trouve en Algérie pour mettre au point son projet d'oléoduc en compagnie de son fils et de Pierre Jérôme Ullmann, fils de Lisette de Brinon, alors que Fern est restée en France. Il est en relation avec Robert Murphy, chargé d'affaires à l'ambassade américaine à Vichy, qui sur place organise le débarquement allié en Afrique du Nord (opération Torch). Le 5 décembre 1942, il est arrêté par les autorités françaises puis remis aux forces américaines.

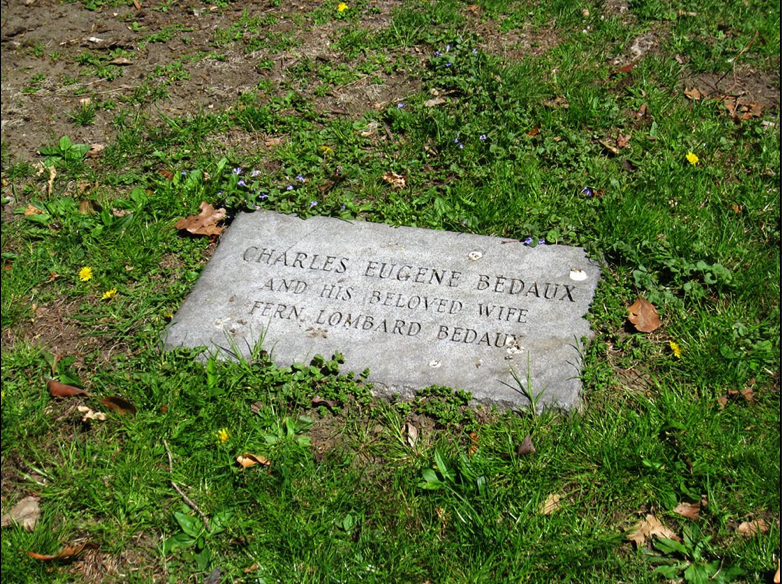
Pierre tombale de Charles et Fern Bedaux.

Il est relâché sur intervention de Robert Murphy. Puis, soupçonné d'espionnage au profit des nazis, il est à nouveau arrêté avec son fils à la demande des autorités américaines le 2 janvier 1944 et remis à la police militaire américaine. Son fils est rapidement libéré et s'engage dans l'armée américaine, mais Charles est transféré aux États-Unis à la prison militaire de Miami sous l'inculpation de trahison.
Le 14 février 1944, Bedaux est retrouvé dans sa cellule, plongé dans un profond coma. Une lettre, à ses côtés, accrédite la thèse d'un suicide par absorption massive de phénobarbital. Il meurt le 18 février 1944 sans avoir repris connaissance. Bedaux aurait ainsi souhaité protéger des conséquences d'un procès son épouse et sa famille toujours en France mais dont il était sans nouvelles depuis plusieurs mois. Toutefois, aucune enquête n'étant engagée après sa mort, les raisons pour lesquelles il se serait suicidé demeurent inconnues, comme peut subsister un doute sur les causes réelles de sa mort.
Il est inhumé au cimetière de Mount Auburn à Cambridge (Massachusetts). Un sommet des Rocheuses, le mont Bedaux, ainsi qu'un passage sur la rivière Muskwa (en), au nord de la province canadienne de Colombie-Britannique, rappellent la Croisière blanche, qu'il avait organisée.

## Archives
Un fonds d'archives Charles Eugène Bedaux est conservé aux Bibliothèque et Archives Canada sous le numéro de référence archivistique R7591.